# Консейсан-ду-Арагуая (микрорегион)

Консейсан-ду-Арагуая на карте.

Консейсан-ду-Арагуая (порт. Microrregião de Conceição do Araguaia) — микрорегион в Бразилии, входит в штат Пара. Составная часть мезорегиона Юго-восток штата Пара. Население составляет 136 684 человека на 2010 год. Площадь — 31 195,474 км². Плотность населения — 4,38 чел./км².

## Демография
Согласно сведениям, собранным в ходе переписи 2010 г. Национальным институтом географии и статистики (IBGE), население микрорегиона составляет:
| Полное население                             | Полное население                             | Полное население                             | Полное население                             | 136 684 |
| -------------------------------------------- | -------------------------------------------- | -------------------------------------------- | -------------------------------------------- | ------- |
| в том числе:                                 | Городское население                          | 77 198                                       | Процент городского населения, %              | 56,48   |
|                                              | Сельское население                           | 59 486                                       | Процент сельского населения, %               | 43,52   |
|                                              | Мужское население                            | 72 145                                       | Процент мужского населения, %                | 52,78   |
|                                              | Женское население                            | 64 539                                       | Процент женского населения, %                | 47,22   |
| Плотность населения, чел/км²                 | Плотность населения, чел/км²                 | Плотность населения, чел/км²                 | Плотность населения, чел/км²                 | 4,38    |
| Население микрорегиона в % к населению штата | Население микрорегиона в % к населению штата | Население микрорегиона в % к населению штата | Население микрорегиона в % к населению штата | 1,80    |

## Статистика
- Валовой внутренний продукт на 2003 год составляет 678 690 171,00 реалов (данные: Бразильский институт географии и статистики).
- Валовой внутренний продукт на душу населения на 2003 год составляет 6260,15 реалов (данные: Бразильский институт географии и статистики).
- Индекс развития человеческого потенциала на 2000 год составляет 0,694 (данные: Программа развития ООН).

## Состав микрорегиона
В составе микрорегиона включены следующие муниципалитеты:
1. Консейсан-ду-Арагуая
2. Флореста-ду-Арагуая
3. Санта-Мария-дас-Баррейрас
4. Сантана-ду-Арагуая